# José Nestares Cuéllar
José María Nestares Cuéllar (1900-1977) fue un militar español, conocido por su papel durante la Guerra Civil.

## Biografía
Nacido en 1900, ingresó en la Academia de Infantería de Toledo en 1915. Destinado al norte de África, en 1919, llegó tomar parte en la guerra del Rif. En 1927 ascendió al rango de capitán y se puso al mando de la 5.ª bandera del Tercio de la Legión. «Camisa vieja» de Falange, era amigo de José y Antonio Rosales, dirigentes locales del partido. Hasta comienzos de 1936 fue el jefe del Cuerpo de Seguridad y Asalto en Granada. Sin embargo, sería destituido por las autoridades republicanas tras los disturbios que tuvieron lugar en Granada el 10 de marzo de aquel año.
Implicado en la conspiración golpista contra la República, llegó a tener un importante papel en la trama militar. Cuando el 20 de julio de 1936 la guarnición de Granada se sublevó, Nestares logró sublevar la comisaría de policía y participó en la toma del gobierno civil. A continuación sería nombrado delegado de Orden público, a las órdenes del gobernador civil José Valdés Guzmán. Desde este cargo desencadenó una cruenta represión en Granada, llegando a producirse 572 ejecuciones durante el mes de agosto de 1936. El capitán Nestares llegaría a dirigir junto a los policías Julio Romero Funes y Ángel Martín su propia escuadrilla de represión, las llamadas «Patrullas volantes».
Nestares se convirtió en comandante de la 1.ª Bandera de la Falange granadina, con base en la localidad granadina de Víznar. Avanzada la contienda mandaría otras unidades, como la 4.ª Media Brigada de la 122.ª División, en el Frente de Extremadura. Llegó a alcanzar el rango de teniente coronel.
Falleció en Granada el 19 de mayo de 1977.